# Aurora Aksnes
Aurora Aksnes (Stavanger, 1996. június 15. –) AURORA néven ismert, egy norvég énekes-dalszerző. Debütáló Running with the Wolves kislemezét a Decca Records 2015 májusban adta ki, számos online zenei blog, valamint a sajtó is kedvezően fogadta. Később, ugyanebben az évben, a John Lewis üzletlánc karácsonyi reklámához énekelte az Oasis együttes Half the World Away című dalát. Ez a szám bónuszként jelenik meg debütáló All My Demons Greeting Me as a Friend címmel kiadott stúdió albumán, amely már világszerte jelent meg 2016. március 11-én.

## Családi háttere és gyermekkora
Aurora Aksnes 1996. június 15-én született Stavangerben, Norvégiában, May Britt és Jan Øystein Aksnes gyermekeként. Két nővére van: Miranda, sminkes, és Viktoria, aki divattervező. Os nevű településen nőtt fel, Hordaland megyében közel Bergen városhoz. 6 éves korában kezdett zenélni, zenei szöveget pedig már 9 éves korától ír.

## Pályafutása
Az All My Demons Greeting Me as a Friend kiadásának napján mondta: "ez az első album volt csak sok közül", ami a tervei között szerepel. 2016. május 12. után, miután az európai turnéja után hazatért, bejelentette, hogy még több zenei anyagot fog kiadni, nevezetesen a második stúdióalbumát. Facebook-lapja szerint 15 demója és 1000 dalszövege van. A bejelentés óta Aurora kiadta I Went Too Far című videóklipes dalát 2016. július 4-én. 2018-ban megjelent albuma az Infections Of A Different Kind (Step 1) címet viseli, 8 dalt tartalmaz. Ez egy kétrészes album első része volt, míg a második rész a második stúdióalbuma, az A Different Kind of Human (Step 2) (2019). Harmadik stúdióalbuma, a The Gods We Can Touch 2022. január 21-én jelent meg.
Zenéje elsősorban elektropop, folk és artpop, éteri hangzásúnak nevezett énekhanggal. Karrierje kezdetén csak zongorázott, de később bekapcsolódott a zenei produkció más aspektusaiba is. Szóló munkái mellett Aurora más előadókkal is együttműködött és írt dalokat, többek között Icarus, Askjell, Lena, Travis, Tom Odell és a Chemical Brothers számára. Emellett számos film és tévésorozat soundtrackjéhez is hozzájárult, többek között a Girls, a Frozen II, a Wolfwalkers és a Netflix élőszereplős One Piece sorozatához.